# Uzwojenie dolne
Uzwojenie dolne – uzwojenie transformatora, o niższym napięciu. Odpowiednio, to napięcie nazywane jest napięciem dolnym, a prąd płynący w takim uzwojeniu prądem dolnym.
Ze względu na rodzaj transformatora (transformator podwyższający lub transformator obniżający) uzwojenie dolne może być uzwojeniem pierwotnym lub wtórnym.